# 克莉斯汀·梅紐森
克莉斯汀·卡俊巴·梅紐森（瑞典語：Christine Kajumba Magnusson，1964年11月21日—），是一名已退役瑞典女子羽球運動員，出生於烏干達土柔王國。婚後改名克莉斯汀·甘德魯普（Christine Gandrup）。
1970年至1990年期間，克莉斯汀·梅紐森贏得七次瑞典全國女子單打冠軍。她在1989年IBF世界錦標賽上獲得銅牌，並在1991年IBF世界錦標賽中與瑪麗亞·本特松一起獲得女子雙打銀牌。她還代表瑞典參加1992年巴塞隆納奧運會和1996年亞特蘭大奧運會。她與林小青一起贏得1992年與1994年的歐洲羽球錦標賽，以及1993年羽球世界盃女子雙打冠軍。
在公開賽事上，克莉斯汀·梅紐森在1981年蘇聯羽球國際賽獲得女子單打和女子雙打（搭檔為瑪麗亞·本特松）冠軍。1985年、1986年和1988年獲得蘇格蘭羽球公開賽女子單打冠軍。1987年，她獲得比利時羽球國際賽女子單打冠軍和荷蘭羽球公開賽女子雙打冠軍（與瑪麗亞·本特松）。她與瑪麗亞·本特松隨後贏得1988年比利時羽球國際賽、中華台北羽球公開賽和1990年芬蘭羽球國際賽女子雙打冠軍。1991年，她贏得中華台北公開賽女子單打和女子雙打冠軍（與瑪麗亞·本特松）。
1991年和1992年，她與林小青一起贏得了蘇格蘭羽球公開賽和德國羽球公開賽女子雙打冠軍。兩人還一起贏得1992年美國羽球公開賽、1992年及1994年丹麥羽球公開賽，以及1993年的馬來西亞羽球公開賽和中華台北羽球公開賽的女子雙打冠軍。1996年，她與瑪麗娜·阿垂芙斯卡婭一起贏得波蘭羽球公開賽女子雙打冠軍。

## 外部連結
- 克莉斯汀·梅紐森在世界羽球聯盟的登錄資料